# Anatins
Els anatins (Anatinae) són una subfamília d'ànecs, per tant membres de la família dels anàtids (Anatidae), amb un aspecte que, en general, correspon al dels ànecs més típics. Aquests ocells han patit diverses temptatives de classificació. Sibley excloïa de la subfamília els tadornins (Tadorninae), mentre que classificacions posteriors distingien a més les subfamílies Merginae i Aythinae. Treballs com els de Gonzalez et col. (2009b) o el de Burgarella et col. (2010), han donat peu a la inclusió dins aquesta subfamília, i amb la categoria de tribu, dels grups esmentats.

## Sistemàtica
Estudis genètics realitzats els darrers anys han propiciat la divisió dels anatins en sis tribus. La classificació del Congrés Ornitològic Internacional (versió 2.7, 2011) distingeix 32 gèneres amb 116 espècies:
- Tribu Tadornini, amb 5 gèneres i 14 espècies. Considerada sovint la subfamília Tadorninae.
  - Gènere Merganetta, amb una espècie: Merganetta armata.
  - Gènere Alopochen, amb una espècie: Alopochen aegyptiacus.
  - Gènere Neochen, amb una espècie: Neochen jubata.
  - Gènere Chloephaga, amb 5 espècies.
  - Gènere Tadorna, amb 6 espècies.
- Tribu Callonettini, amb un gènere i una espècie, que s'ha considerat de difícil classificació.
  - Gènere Callonetta, amb una espècie: Callonetta leucophrys.
- Tribu Cairinini, amb dos gèneres i tres espècies.
  - Gènere Cairina, amb una espècie: Cairina moschata.
  - Gènere Aix, amb dues espècies.
- Tribu Anatini, amb 6 gèneres i 55 espècies. Considerada sovint la subfamília Anatinae (sensu stricto).
  - Gènere Tachyeres, amb 4 espècies.
  - Gènere Salvadorina, amb una espècie: Salvadorina waigiuensis. Ubicat aquí temptativament.[4]
  - Gènere Amazonetta, amb una espècie: Amazonetta brasiliensis.
  - Gènere Lophonetta, amb una espècie: Lophonetta specularioides.
  - Gènere Speculanas, amb una espècie: Speculanas specularis.
  - Gènere Anas, amb 47 espècies.
- Tribu Aythyini, amb 9 gèneres i 23 espècies. Considera sovint la subfamília Aythyinae, amb la inclusió d'un nombre variable de gèneres.
  - Gènere Asarcornis, amb una espècie: Asarcornis scutulata.
  - Gènere Pteronetta, amb una espècie: Pteronetta hartlaubii.
  - Gènere Chenonetta, amb una espècie: Chenonetta jubata.
  - Gènere Hymenolaimus, amb una espècie: Hymenolaimus malacorhynchos.
  - Gènere Sarkidiornis, amb dues espècies.
  - Gènere Cyanochen, amb una espècie: Cyanochen cyanoptera.
  - Gènere Marmaronetta, amb una espècie: Marmaronetta angustirostris.
  - Gènere Netta, amb tres espècies.
  - Gènere Aythya, amb 12 espècies.
- Tribu Mergini, amb 9 gèneres i 20 espècies. Considerada sovint la subfamília Merginae.
  - Gènere Polysticta, amb una espècie: Polysticta stelleri.
  - Gènere Somateria, amb tres espècies.
  - Gènere Histrionicus, amb una espècie: Histrionicus histrionicus.
  - Gènere Melanitta, amb 5 espècies.
  - Gènere Clangula, amb una espècie: Clangula hyemalis.
  - Gènere Bucephala, amb tres espècies.
  - Gènere Mergellus, amb una espècie: Mergellus albellus.
  - Gènere Lophodytes, amb una espècie: Lophodytes cucullatus.
  - Gènere Mergus, amb 4 espècies.